# هند المفتاح
هند بنت عبد الرحمن المفتاح هي أكاديمية، وباحثة، وسياسية، ودبلوماسية قطرية. في عام 2017، كانت واحدة من أربع نساء تم تعيينهن في مجلس الشورى القطري، لتصبح من أوائل البرلمانيات في البلاد. وفي يونيو 2022، تم تعيينها مندوبة دائمة لدولة قطر لدى مكتب الأمم المتحدة في جنيف.

## السيرة الذاتية
بعد إنهاء دراستها الثانوية، خططت المفتاح لدراسة الطب في جامعة الخليج العربي في البحرين، حيث لم يكن هذا التخصص متاحًا في جامعة قطر آنذاك. ولكنها غيرت رأيها في اللحظة الأخيرة وقررت دراسة الإدارة العامة في جامعة قطر. بعد تخرجها، تم تعيينها معيدة في الجامعة، ثم حصلت على درجة الماجستير، وتبعتها بشهادة الدكتوراه من جامعة إكستر في المملكة المتحدة عام 2004.
بعد حصولها على الدكتوراه، شغلت المفتاح منصب مديرة الموارد البشرية في جامعة قطر حتى عام 2008. وفي عام 2020، أصبحت مستشارة لوزير التجارة، كما بدأت العمل في شركة السكك الحديدية القطرية عام 2012. شغلت لاحقًا، منصب أستاذة مشاركة ونائبة رئيس الشؤون المالية والإدارية في معهد الدوحة للدراسات العليا، حيث تُدرّس في كلية الإدارة العامة واقتصاديات التنمية. كما أصبحت رئيسة جمعية المكتبات والمعلومات القطرية.
عُيِّنت المفتاح في مجلس الشورى في نوفمبر 2017 بمرسوم من الأمير تميم بن حمد آل ثاني. وفي يونيو 2022، تم تعيينها مندوبة دائمة لدولة قطر لدى مكتب الأمم المتحدة في جنيف. خسرت محاولة لتولي رئاسة منتدى الأمم المتحدة لحقوق الإنسان والديمقراطية وسيادة القانون عام 2022، بعد الكشف عن تعليقات سابقة لها وُصفت بأنها معادية للسامية ومعادية للمثليين.

## روابط خارجية
- halmuftah على تويتر.